# Превалц
Превалц је ски центар и туристичко село удаљено од Призрена око 30 km и око 12 киломенатара од Брезовице, једног од највећих ски центара у Србији. Налази се на 1800 m надморске висине. Село је смјештено на југу Косова и Метохије на Шар-планини, на путу између Призрена и Штрпца. Крај припада Националном парку Шар-планина.

## Назив
Превалц је у планинском крају и добио је назив од прелаз, превој, превалити врх.

## Занимљивости
Иван Јастребов је у своје вријеме записао да је планина Мемедица добила свој назив прије 80 година по разбојнику познатом у околини, пљачкашу на Превалцу, тј. на путу из Сиринићке у Средску жупу и назад, по имену Мемед. Он је раније био хришћанин и звао се Крсто, а онда се потурчио да би избјегао вјешала. Промјенивши вјеру, није промијенио и свој занат. Продужио је да отима и пљачка, изабравши себи боравиште у планини која се граничи са Јаловарником. И љети и зими живјео је ондје са својом породицом. Зато је та планина добила назив Мемедица, а не Медвједица. Мемед се једном спустио у село на планини код једног пријатеља хришћанина на славу. Жандарми му нису дали да побјегне из села па се сакрио у цркви. Запалили су је и он се угушио у диму и чађи под олтаром. По Јастребову, Превалц са западне стране нема ни једног дрвцета, али је са источне стране покривен густом предивном шумим, која се протеже на један сат хода.